# 십팔성기
철혈십팔성기(중국어 간체자: 铁血十八星旗, 정체자: 鐵血十八星旗, 병음: Tiěxuèshíbāxīngqí 톄쉐스바싱치[*]) 또는 십팔성기(十八星旗), 철혈기(鐵血旗), 구각기(九角旗), 구각십팔성기(九角旗)는 우창 봉기 시기에 후베이 군정부에서 사용한 군기이다. 원래는 후베이성에서 결성된 중국동맹회 계열의 혁명 단체인 공진회에서 사용된 기였다.

## 역사
1907년 8월에 자오다펑(焦達峰), 류중원(劉仲文), 쑨우(孫武) 등이 이끌던 중국동맹회 계열의 혁명 단체인 공진회(共進會)가 장강 유역에서 청나라에 반대하는 무장 봉기를 계획했고 한족을 상징하는 십팔성기를 단체의 기로 제정했다.
우창에서 봉기를 계획하고 있던 1911년 9월에는 문학사(文學社)와 공진회가 합동 회의를 열고 십팔성기를 혁명군기로 제정했다. 1911년 10월 10일 오후 7시에 우창 봉기가 일어나면서 우창시(현재의 우한시) 전체가 혁명파에 점령되었다. 10월 11일에는 중화민국 군정부 악군 도독부(鄂軍 都督府)가 후베이 군정부(湖北 軍政府)를 선언했을 때에도 십팔성기가 사용되었다.
1912년 1월 10일에 열린 중화민국 임시 참의원의 특별 결의에 따라 오족공화(五族共和)를 상징하는 기인 오색기(五色旗)가 국기로 제정되었고 십팔성기가 육군기로 제정되었다. 그러나 북양정부는 곧바로 십팔성기의 사용을 중단했는데 십구성기를 육군기로, 청천백일만지홍기를 해군기로 각각 사용한다고 결정했다.
1928년 12월 17일에 북벌을 마친 국민정부가 청천백일만지홍기를 공식 국기로 입법 가결함에 따라 오색기와 십팔성기는 완전히 대체되었다. 그 이후부터 십팔성기와 십구성기는 공식적으로 사용되지 않았지만 오늘날에도 중화연방주의를 지지하는 세력들이 십팔성기나 십구성기를 사용하는 경우가 있다.

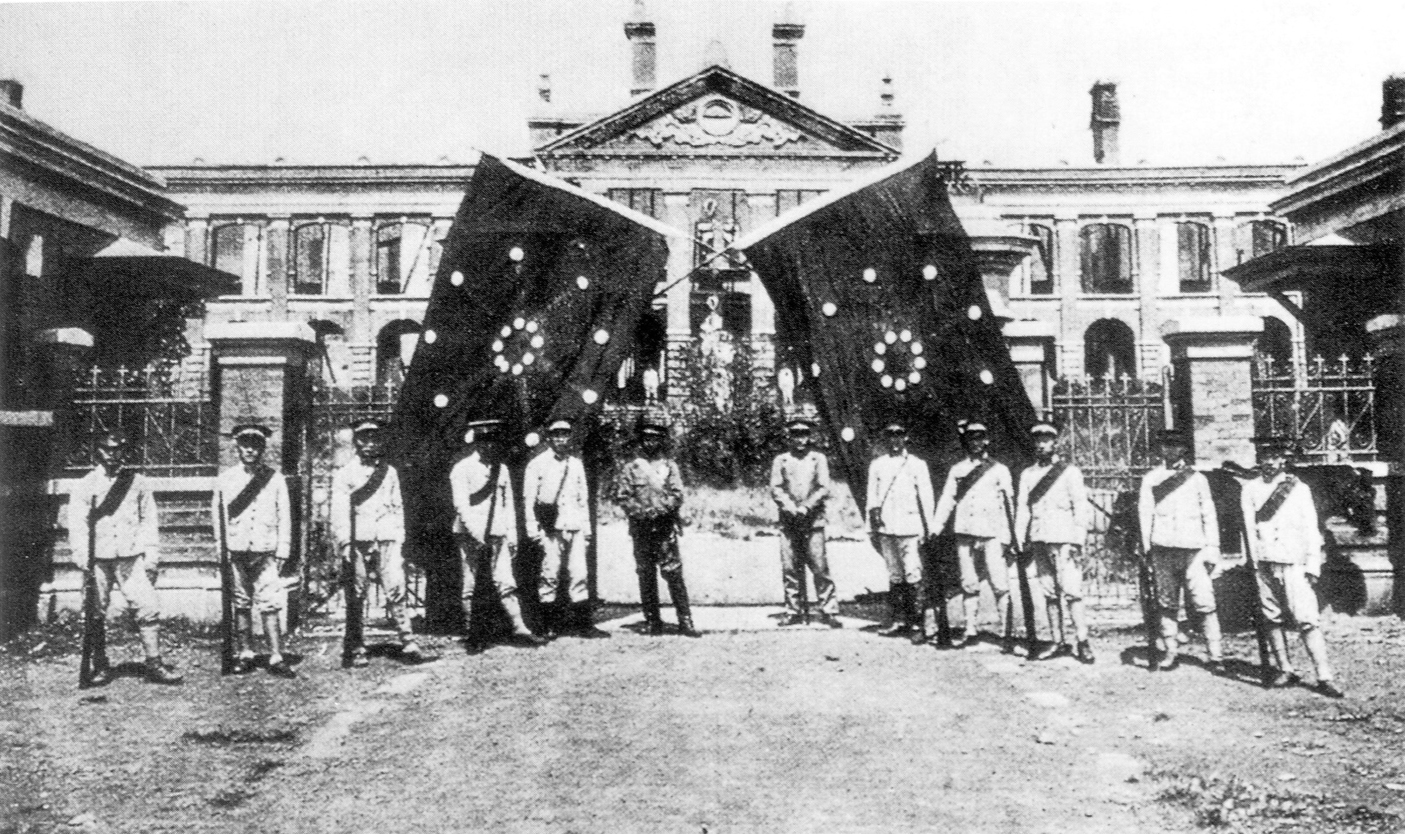
1911년 10월 11일에 수립된 후베이 군정부 청사에 게양된 십팔성기
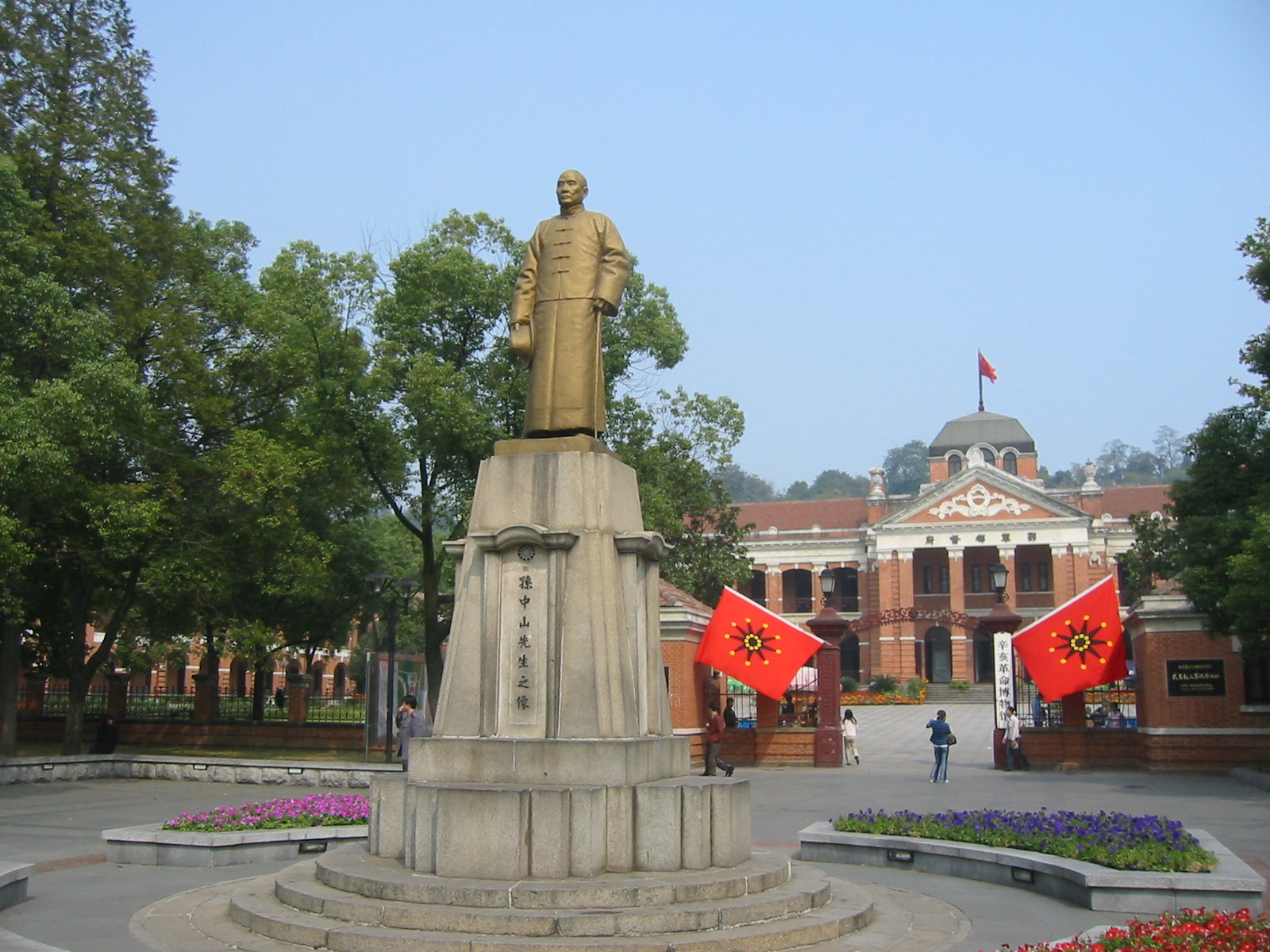
후베이 군정부가 있던 자리에 건립된 신해혁명 우창 봉기 기념관에 건립된 십팔성기

## 의미
철혈십팔성기는 빨강, 노랑, 검정 3가지 색으로 구성되어 있는데 혁명이 철(鐵)과 피(血)에 의해 성립하는 철혈(鐵血)임을 나타낸다. 바깥쪽에 나와 있는 9개의 노란색 별은 《상서(尙書)》(《서경(書經)》)의 〈우공〉(禹貢)에 기록된 고대 중국의 구주(九州), 즉 기주(冀州)·연주(兗州)·청주(靑州)·서주(徐州)·양주(揚州)·형주(荊州)·예주(豫州)·양주(梁州)·옹주(雍州)를 나타낸다. 또한 안쪽에 나와 있는 9개의 노란색 별을 포함한 18개의 노란색 별은 한족이 거주하는 중국 본토의 18개 성을 나타낸다.

## 십구성기
철혈십구성기(鐵血十九星旗)는 십팔성기를 기본으로 하지만 동삼성(東三省, 랴오닝성(遼寧省)·지린성(吉林省)·헤이룽장성(黑龍江省)) 대표가 십팔성기에 동삼성이 포함되어 있지 않기 때문에 디자인 변경을 제안한 것이 시초가 되었다.
중화민국 임시 참의원은 1912년 1월 10일에 십팔성기를 육군기로 하는 내용을 담은 특별 결의를 가결하였다. 중화민국 임시 참의원은 1912년 5월에 베이징에서 국기 통일을 제안하면서 오색기를 국기로, 청천백일만지홍기를 해군기로 각각 정했다. 그러나 둥베이 지방 출신 임시 참의원 의원들은 십팔성기에는 동삼성이 포함되어 있지 않기 때문에 중국 전체를 나타내는 것이 아니라며 군기로 계속 사용하는 것에 반대했고 십팔성기를 수정하자고 제안했다.
이 방안은 중국의 통일을 보여주기 위해 기 가운데에 커다란 노란색 별을 추가한 것이었다. 나중에 추가된 노란색 별들은 다른 별들과 같은 크기로 변경되었고 이것이 십구성기가 되었다. 십구성기에 관한 제안은 의회에서 의결되었고 기존의 십팔성기를 대체하는 정식 육군기가 되었다.
1912년 6월 11일에는 위안스카이 중화민국 임시 대총통이 국기 의안 결과를 공포했다. 이에 따라 중화민국 최초의 국기에 관한 법률 제도가 마련되었다. 1928년 12월 17일에 북벌을 성공시킨 국민정부에 의해 북양정부가 소멸되었고 십팔성기와 십구성기는 오색기와 함께 완전히 폐지되었다.